# Nihad Hasanović
Nihad Hasanović (* 11. August 1974 in Bihać, SFR Jugoslawien) ist ein bosnischer Schriftsteller und Übersetzer.

## Leben
Hasanović schloss sein Studium der Französischen Sprache und Literatur an der Philosophischen Fakultät der Universität Sarajevo 2003 mit einem Diplom ab.
Neben Dramen und einer Sammlung von Kurzgeschichten veröffentlichte er drei Romane sowie Geschichten und Gedichte in literarischen Zeitschriften. Als Erzähler befasst er sich mit den neuralgischen Punkten der bosnisch-herzegowinischen Gesellschaft. Er übersetzte außerdem mehrere Bücher aus dem Französischen.
Hasanović ist Unterzeichner der 2017 veröffentlichten Deklaration zur gemeinsamen Sprache der Kroaten, Serben, Bosniaken und Montenegriner.

## Werke

### Dramen
- Podigni visoko baklju (Heb die Fackel hoch auf), 1996
- Zaista? (Tatsächlich?), 2001 (ISBN 9958-9500-2-2)

### Romane
- O roštilju i raznim smetnjama (Über den Grill und verschiedenste Hindernisse), 2008 (ISBN 978-953-220-758-3)[4]
- Čovjek iz podruma (Der Mann aus dem Keller), 2013 (ISBN 978-953-7893-16-3)[5]
- Laki pogon (Leichtes Werk), 2016 (ISBN 978-995-830-298-5)[6]

### Kurzgeschichten
- Kad su narodi nestali (Wenn die Völker verschwinden), Sammlung von Kurzgeschichten, 2003 (ISBN 9958-43-060-6)

### Übersetzungen
- Kenizé Mourad, Le jardin de Badalpour (Der Garten von Badalpour): Vrt u Badalpuru, 2001 (ISBN 9958-10-439-3)
- Jean Baudrillard, L'esprit du terrorisme (Geist des Terrorismus)
- Emil Cioran, Cahier de Talamanca (Hefte aus Talamanca)

## Auszeichnungen
Hasanović erhielt Schriftstellerresidenzen in den USA (2001, International Writing Program, Iowa City), Frankreich (2008, Résidence de La Prévôté (ECLA), Bordeaux) und Österreich (2016, Q21 im MuseumsQuartier Wien).
Hasanovićs letzter Roman Laki Pogon (Leichtes Werk) (2016) wurde mit einem der wichtigsten Literaturpreise Bosnien und Herzegowinas ausgezeichnet, dem „Skender Kulenović“- Preis.